# NGC 4108B
NGC 4108B is een balkspiraalstelsel in het sterrenbeeld Draak. Het hemelobject ligt in de buurt van NGC 4108 en NGC 4108A.

## Synoniemen
- UGC 7106
- MCG 11-15-25
- ZWG 315.16
- 7ZW 439
- IRAS12046+6730
- PGC 38461